# Do You Hear What I Hear?
"Do You Hear What I Hear?" is een lied gecomponeerd in oktober 1962 door Noël Regney (tekst) en Gloria Shayne Baker (muziek). Het lied gaat hoofdzakelijk over de geboorte van Jezus en groeide om die reden al snel uit tot een kerstlied. Toch was het oorspronkelijk bedoeld als protestlied tegen de Cubacrisis, en oproep tot vrede. De tekst in het lied kan namelijk ook als referentie naar een kernoorlog worden opgevat.
De bekendste versie van het lied is opgenomen door Bing Crosby in oktober 1963, maar het lied is tevens door honderden andere zangers gecoverd.

## Achtergrond
Regney en Shayne waren toen ze het lied componeerden met elkaar getrouwd. Regney had van zijn producer de vraag gekregen of hij een kerstlied wilde componeren, maar zag daar zelf weinig in omdat hij tegen de toenemende commercialisering van het kerstfeest was. Toch werd Do You Hear What I Hear? dit uiteindelijk dus wel, ondanks dat het oorspronkelijk niet voor dit doel was geschreven. Normaal geproken was Regney verantwoordelijk voor de muziek en Shayne de tekst, maar voor Do You Hear What I Hear? wisselden de twee van rol.
Het lied werd voor het eerst opgenomen na Thanksgiving in 1962 door de Harry Simeone Chorale, dezelfde groep die ook "The Little Drummer Boy" had opgenomen. Tijdens de kerstperiode van 1962 werden er meer dan een kwart miljoen exemplaren van het lied verkocht.
Een jaar later nam Bing Crosby zijn cover van Do You Hear What I Hear? op. Deze versie werd wereldwijd een succes, en is sindsdien meerdere malen uitgebracht op kerstalbums en cd’s door Capitol Records.

## Covers
Covers van Do You Hear What I Hear? zijn onder andere gemaakt door:
* Regney zelf noemde de versie van Robert Goulet zijn favoriete uitvoering.